# Zwikker-Reaktion
Die Zwikker-Reaktion stellt eine Identitätsprüfung auf nicht am Stickstoff substituierte Barbiturate dar. Dabei werden Derivate der Barbitursäure mit Cobalt(II)- oder Kupfer(II)-salzen im alkalischen Milieu umgesetzt, wobei farbige Komplexe entstehen. Sie trägt den Namen ihres Entdeckers Jan Jacobus Lijnst Zwikker (1890–1956).
Zum Barbituratnachweis wird die zu untersuchende Probe mit dem Zwikker-Reagenz, bestehend aus einer mit Pyridin versetzten wässrigen Kupfer(II)-sulfatlösung, versetzt. Bei Anwesenheit von Barbituraten entsteht nach einiger Zeit ein rosa-violetter Niederschlag, Thiobarbiturate ergeben einen grünen Niederschlag. In den gebildeten Komplexen koordiniert das Barbiturat als zweizähniger Chelatligand über Stickstoff und Sauerstoff am Metallzentrum.
Die Zwikker-Reaktion erlaubt jedoch nur einen Gruppennachweis, die Unterscheidung einzelner Barbiturate ist nicht möglich. Des Weiteren ergeben weitere Substanzen ebenfalls positive Nachweise. Hierzu gehören beispielsweise Theophyllin, Hydantoinderivate, Natriumsalicylat und Aureomycin.